# ولفية (نبات)
الُولْفِيَة هو جنس من النباتات المائية ذو التوزيع العالمي. وهي تشمل أصغر النباتات المزهرة على وجه الأرض. تُعرف هذه النباتات المائية عمومًا باسم (نقلاً عن الإنكليزية) دقيق الماء أو طحلب البط تشبه بقع دقيق الذرة التي تطفو على الماء. غالبًا ما يطفو الأفراد معًا في أزواج أو يشكلون حصائرًا عائمة مع النباتات ذات الصلة ، مثل عدس الماء و Spirodela .